# Range Rover Velar

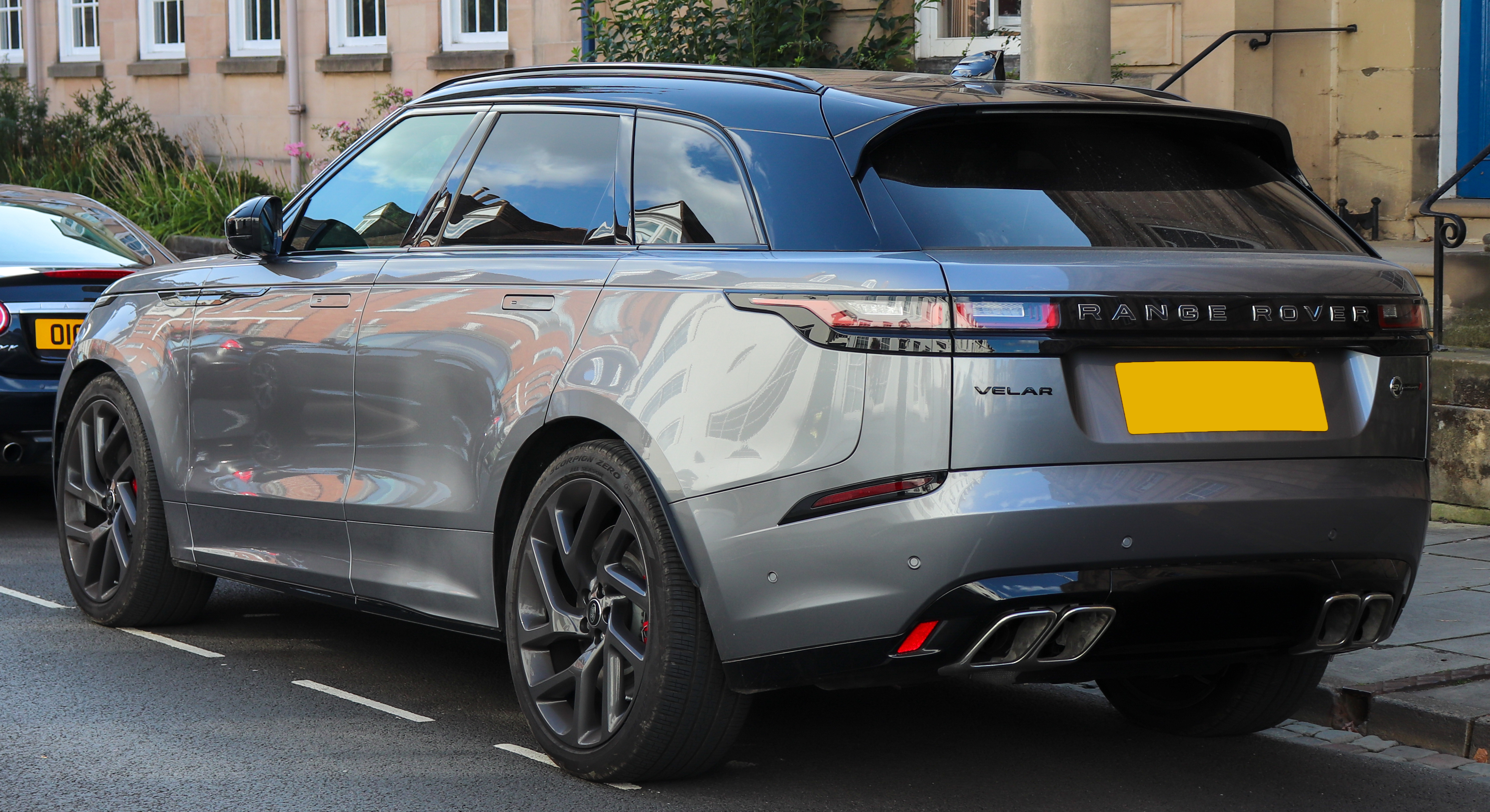
Range Rover Velar

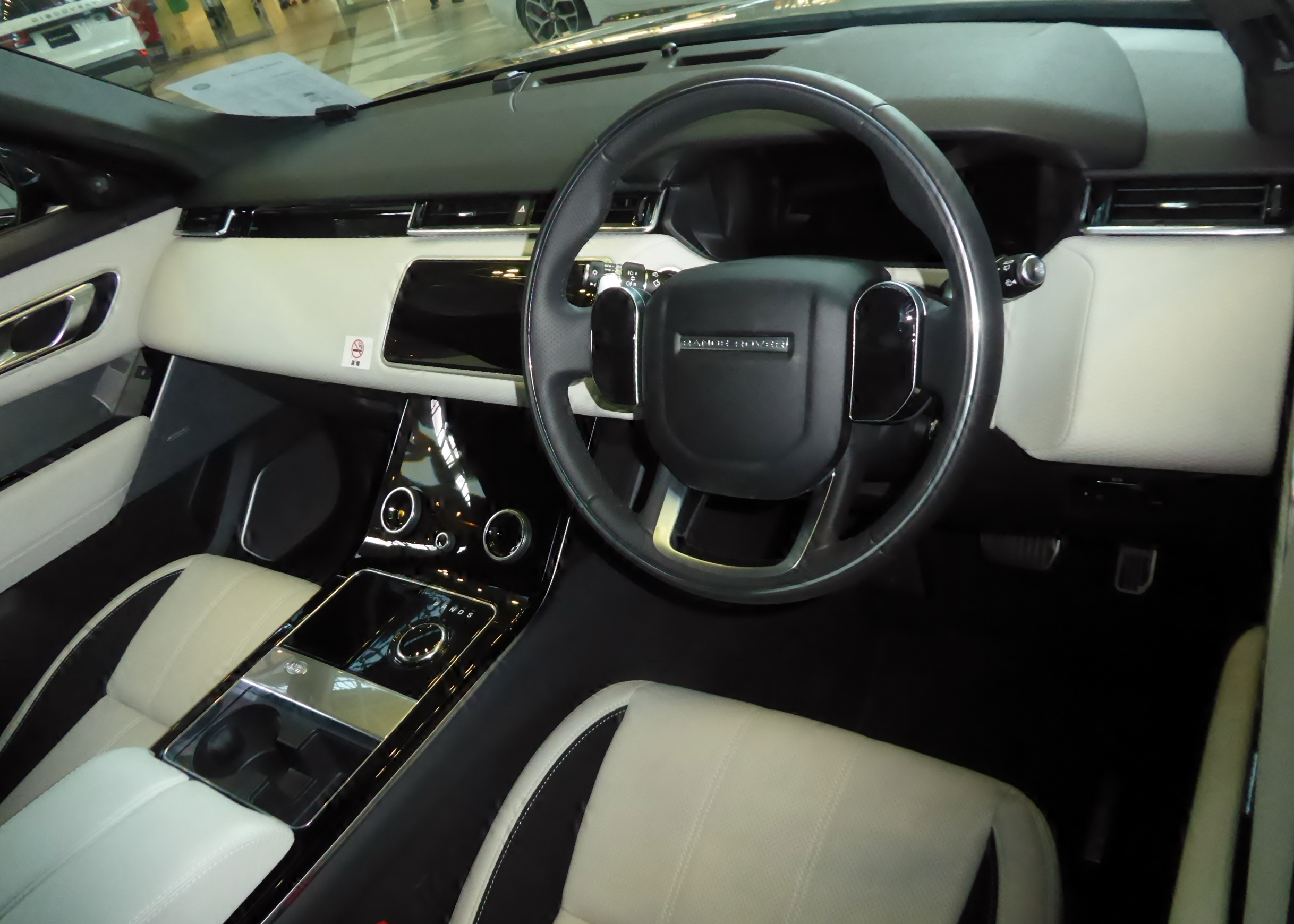
Range Rover Velar interieur

De Range Rover Velar is een vierwielaangedreven SUV geproduceerd door het Britse merk Land Rover.  

## Introductie
De Range Rover Velar werd tijdens een event op 1 maart 2017 voor het eerst aan het publiek getoond in het Design Museum in Londen. De officiële lancering vond plaats op de Autosalon van Genève op 7 maart 2017, waarna de Velar kort daarna beschikbaar werd voor bestelling en de eerste leveringen in Nederland vanaf juli 2017 plaatsvonden. 
Formeel is de volledige naam van de auto Land Rover Range Rover Velar, waarbij het merk Land Rover is en het model Range Rover Velar. De naam Velar is een referentie aan de eerste Range Rover prototypes uit de jaren 60 die dezelfde naam droegen en is afgeleid van het Latijnse werkwoord velare dat 'sluieren' of 'bedekken' betekent.

## Kenmerken
Het ontwerp van de Velar is van de hand van Gerry McGovern, ontwerpdirecteur van Jaguar Land Rover, en de auto wordt geproduceerd in Solihull. De Velar staat op de D7a variant het Premium Lightweight Architecture (PLA) aluminium platform, wat onder andere ook gebruikt wordt voor de Jaguar XE en Jaguar F-Pace.
De Range Rover Velar werd in 2018 verkozen tot de fraaist ontworpen auto ter wereld en won daarmee de titel World Car Design of the Year.

## Motoren
Bij introductie was de Velar leverbaar met zes benzine- en dieselmotoren, allemaal gekoppeld aan een achttraps automatische versnellingsbak van ZF en vierwielaandrijving.
| Model            | Cilinderinhoud | Vermogen        | Koppel              | Type                   | Leverperiode      |
| ---------------- | -------------- | --------------- | ------------------- | ---------------------- | ----------------- |
| Benzine          |                |                 |                     |                        |                   |
| P250             | 1997 cm³       | 184 kW (250 pk) | 365 Nm bij 1200 tpm | 4 cilinders, in lijn   | 04/2017 - 09/2020 |
| P300             | 1997 cm³       | 221 kW (300 pk) | 400 Nm bij 1500 tpm | 4 cilinders, in lijn   | 07/2017 - 09/2020 |
| P380             | 2995 cm³       | 280 kW (380 pk) | 450 Nm bij 3500 tpm | 6 cilinders, in V-vorm | 04/2017 - 05/2018 |
| SV Autobiography | 4999 cm³       | 405 kW (550 pk) | 680 Nm bij 2500 tpm | 8 cilinders, in V-vorm | 02/2019 - 02/2020 |
| Diesel           |                |                 |                     |                        |                   |
| D180             | 1999 cm³       | 132 kW (180 pk) | 430 Nm bij 1500 tpm | 4 cilinders, in lijn   | 04/2017 - 09/2020 |
| D240             | 1999 cm³       | 177 kW (240 pk) | 500 Nm bij 1500 tpm | 4 cilinders, in lijn   | 04/2017 - 09/2020 |
| D275             | 2993 cm³       | 202 kW (275 pk) | 625 Nm bij 1500 tpm | 6 cilinders, in V-vorm | 05/2018 - 09/2020 |
| D300             | 2993 cm³       | 221 kW (300 pk) | 700 Nm bij 1500 tpm | 6 cilinders, in V-vorm | 04/2017 - 09/2020 |

In september 2020 kreegt de Velar een facelift. Het exterieur werd hierbij ongemoeid gelaten, het interieur werd licht gemoderniseerd met onder andere een nieuw stuurwiel, aangepast materiaalgebruik en een vernieuwd infotainmentsysteem. Het motorengamma werd ingrijpender gewijzigd. De V6-motoren werden vervangen door twee zes-in-lijn motoren die voorzien zijn van mild-hybrid techniek en de V8 motorisering kwam definitief komen te vervallen.
| Model                 | Cilinderinhoud | Vermogen        | Koppel              | Type                 | Leverperiode    |
| --------------------- | -------------- | --------------- | ------------------- | -------------------- | --------------- |
| Benzine               |                |                 |                     |                      |                 |
| P250                  | 1997 cm³       | 184 kW (250 pk) | 365 Nm bij 1200 tpm | 4 cilinders, in lijn | 09/2020 - heden |
| P400e plug-in hybride | 1997 cm³       | 297 kW (404 pk) | 640 Nm bij 3500 tpm | 4 cilinders, in lijn | 09/2020 - heden |
| P400                  | 2995 cm³       | 294 kW (400 pk) | 550 Nm bij 2000 tpm | 6 cilinders, in lijn | 09/2020 - heden |
| Diesel                |                |                 |                     |                      |                 |
| D200                  | 1997 cm³       | 150 kW (204 pk) | 430 Nm bij 1750 tpm | 4 cilinders, in lijn | 09/2020 - heden |
| D300                  | 2996 cm³       | 221 kW (300 pk) | 650 Nm bij 1500 tpm | 6 cilinders, in lijn | 09/2020 - heden |

In 2023 werd de Velar wederom vernieuwd, met als belangrijkste wijzigingen een vernieuwd interieur en een verbeterde plug-in hybride aandrijflijn, waarbij de capaciteit van het accupakket groeide van 13,6 kWh naar 19,2 kWh.
In productie:
Defender ·
Discovery Sport ·
Discovery ·
Range Rover Evoque ·
Range Rover Velar ·
Range Rover Sport ·
Range Rover
Niet meer in productie:
Series 1 ·
Series 2 ·
Series 3 ·
Freelander ·
Defender